# Fjodor Jemeljaněnko

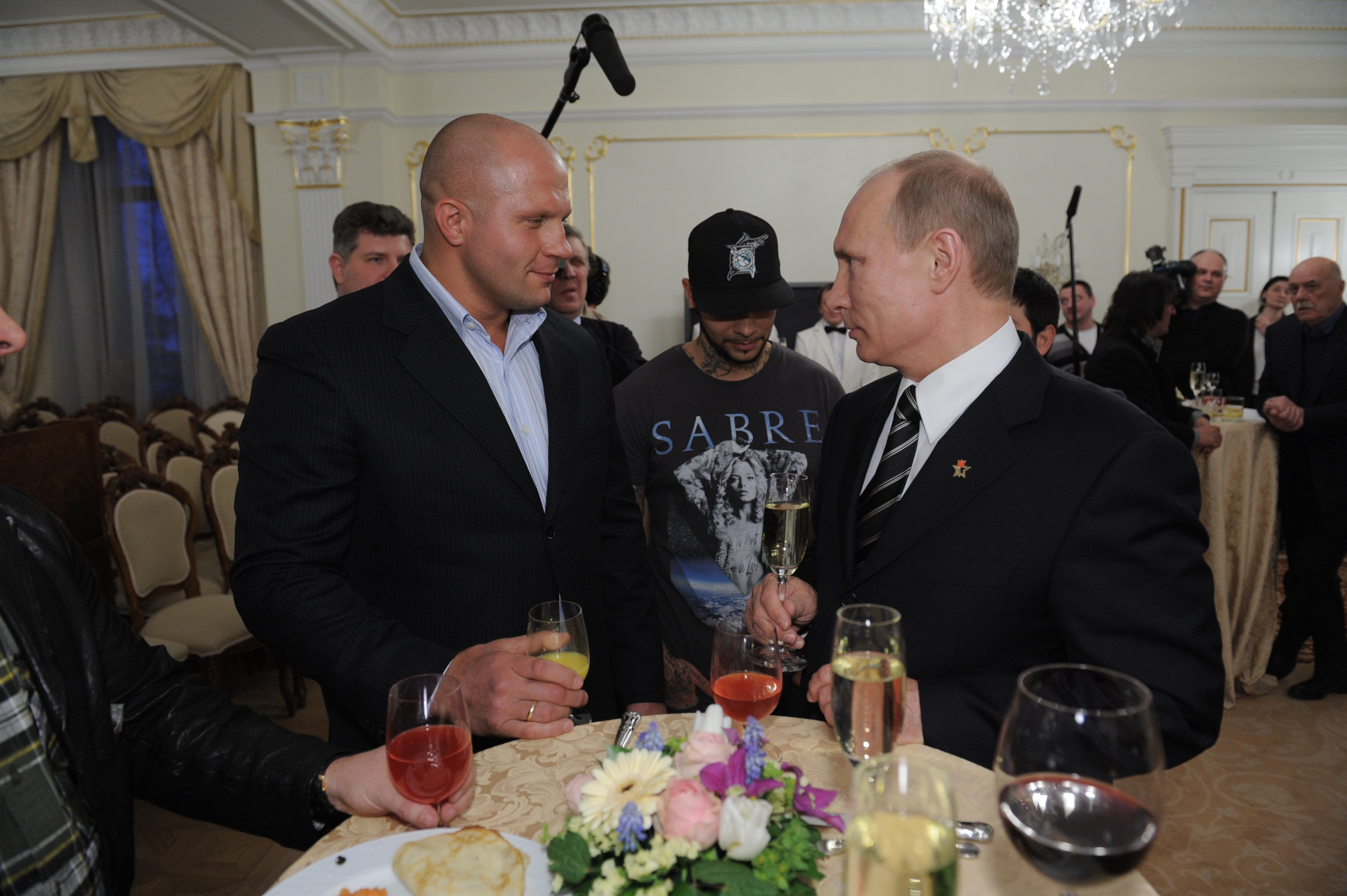
Fjodor Jemeljaněnko s ruským prezidentem Vladimirem Putinem v březnu 2012

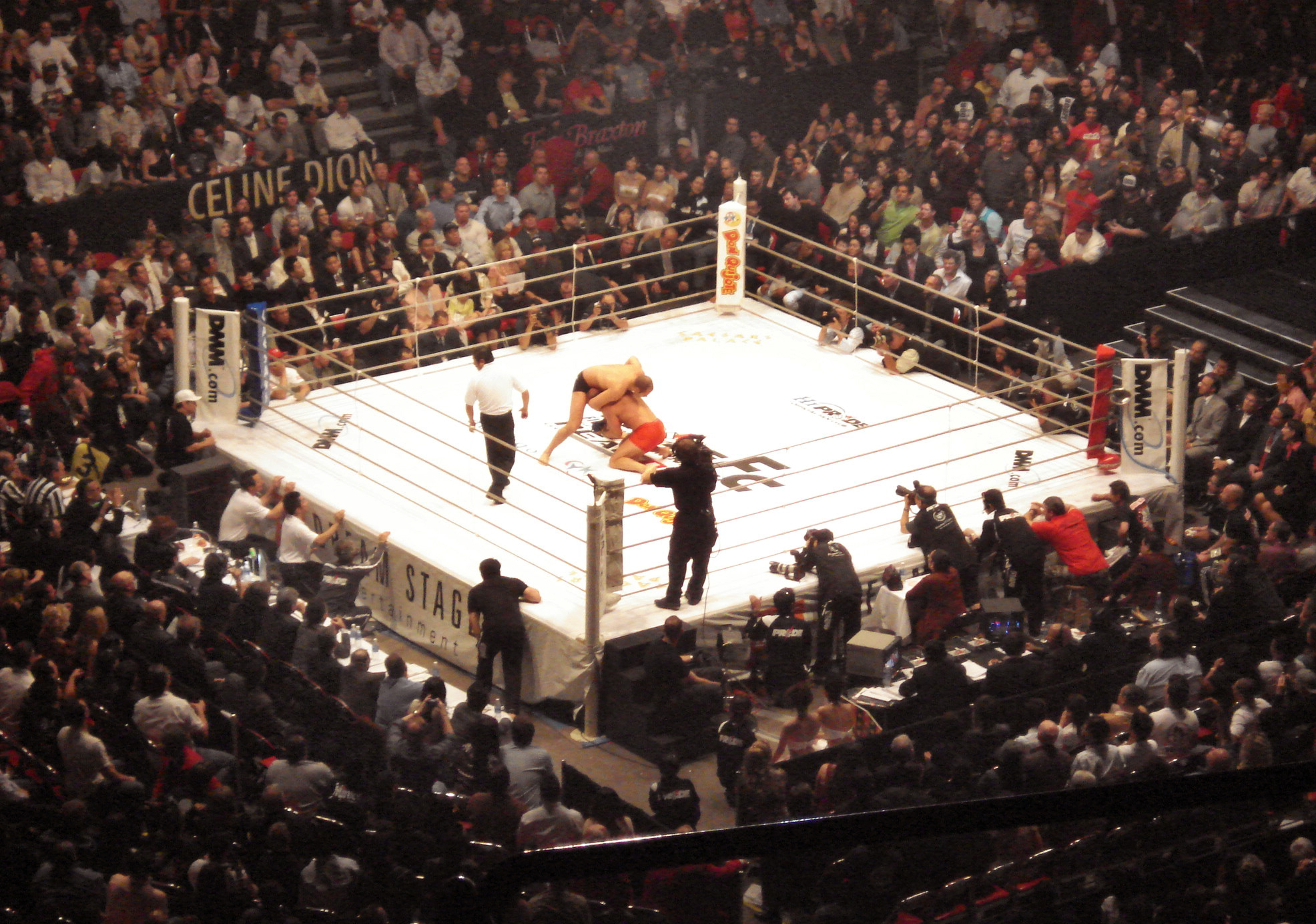
Pride 32 - The Real Deal: Fjodor Jemeljaněnko vs Mark Coleman

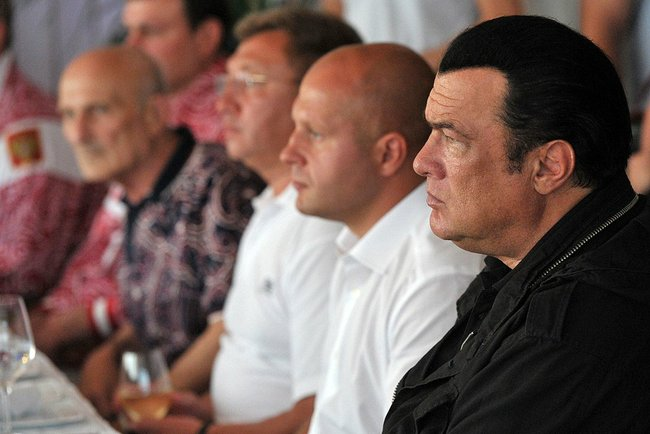
Schůzky mezi Fjodorem a ruským olympijský týmem se zúčastnil i Hollywoodský herec Steven Seagal

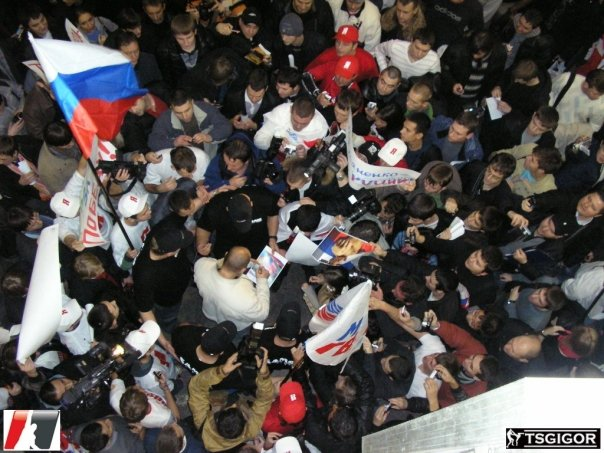
Fjodor Jemeljaněnko po zápase s Rogersem rozdává na letišti autogramy

Fjodor Vladimirovič Jemeljaněnko (rusky Фёдор Влади́мирович Емелья́ненко, v anglickém přepisu do latinky Fedor Emelianenko, přezdívka „Last Emperor“ – „Poslední císař“; * 28. září 1976 v Rubižne, Ukrajina) je ruský MMA bojovník a sambista od roku 2010 aktivní v politice za stranu Jednotné Rusko. Žije v ruském městě Staryj Oskol, kam se odstěhoval s rodinou ve svých dvou letech. V letech 1995 – 1997 sloužil v ruské armádě jako vojenský hasič.
Dlouhou dobu byl považován za světové číslo 1 v těžké váze. Vyhrál mnoho turnajů a byl držitelem některých prestižních titulů. Dokázal několikrát obhájit titul šampiona organizace PRIDE. Je mnohonásobný vítěz Mistrovství světa v sambu. Po dobu devíti a půl let (3483 dní mezi lety 2001 a 2010) nenašel v MMA přemožitele, což se doposud v těžké váze nikomu nepodařilo. Mnohými je považován za nejlepšího MMA bojovníka všech dob.
Své bojovnické základy získal F. Jemeljaněnko v komplexním bojovém umění sambo. Jeho styl se vyznačoval rychlými a tvrdými údery v postoji a velmi dobrou technikou na zemi. Většinu zápasů vyhrál vzdáním soupeře (submission). Jeho specialitou byly páky na ruku „armbar“ a „kimura“. Dokázal porazit mnoho vynikajících borců jako byli například Antônio Rodrigo Nogueira (2x), Mark Coleman, Kevin Randleman, Mirko Filipović, Andrej Arlovski, Mark Hunt, Renato Sobral nebo Jeff Monson. V roce 2010 utrpěl první skutečnou porážku (do té doby "prohrál" jen jednou, musel odstoupit díky tržné ráně způsobené nechtěným úderem hlavy) od Fabricio Werduma. Následně prohrál dvakrát za sebou a poté byl donucen opustit organizaci Strikeforce. Přesto se dokázal vrátit na vítěznou vlnu a vyhrál poslední tři zápasy, ačkoli jeho soupeři už nebyli borci skutečné světové extratřídy. V červnu 2012 po zápase s Pedrem Rizzem oznámil Fedor konec své kariéry.
Celkově má Fedor na kontě 38 výher (12 KO, 16 submission, zbytek na body), 4 prohry a 1 zápas skončil bez výsledku.
Fjodor má 2 bratry, z nichž mladší Aleksandr je rovněž výborným MMA bojovníkem.
Fjodor Jemeljaněnko měří 183 cm, váží 107 kg a jeho rozpětí paží je 188 cm.[zdroj?]

## MMA kariéra
Svůj první profesionální zápas v MMA absolvoval Fjodor 21. května 2000. Tato výhra začala jeho cestu za slávou. Debut v tehdejší největší MMA soutěži PRIDE zažil o dva roky později, kde zvítězil na body nad Nizozemcem Semmy Schiltem.
16. března 2003 v organizaci PRIDE Fjodor porazil dosavadního šampiona Antônia Rodriga Nogueiru na body, čím získal titul světového šampiona v MMA.[nedostupný zdroj]
V roce 2007 se PRIDE rozpadla a Fjodor i s bojovníky jako Andrej Arlovski nebo Tim Sylvia, podepsali smlouvu se společností na podporu MMA Affliction.
Poslední zápas před přerušením kariéry měl Fjodor 21. června 2012 proti Brazilci Pedro Rizzovi na turnaji M-1 Global. Fjodor vyhrál v prvním kole na KO. Tato třetí výhra v řadě od porážky od Fabricio Werduma vyvolala diskuze o tom, zda by měl Fedor nastoupit do UFC. Jenže na tiskové konferenci po zápase oznámil, že odchází do sportovního důchodu. V roce 2015 oznámil Fjodor Jemeljaněnko návrat do soutěží MMA a na turnaji v Japonsku porazil Inda Singha Jaideepa po sérii úderů na zemi (tzv. ground and pound).
Navzdory tomu, že patřil k největším bojovníkům smíšených bojových umění, nikdy se nedostal do UFC,nejvýznamnější organizace MMA. Udělal si totiž z prezidenta UFC Dana Whitea mocného nepřítele.

### Bellator
Fjodor se rozhodl bojovat v soutěži Bellator Heavyweight Grand Prix. V této pyramidě se proti sobě postavilo 8 bojovníků.
Jako první se utkali Rampage Jackson a Chael Sonnen. Sonnen Jacksona porazil na body a stal se tak prvním semifinalistou.
Poté přišla řada na Fjodora. Ten se utkal proti veteránu Franku Mirovi, který se po 2 letech vrátil do klece. Fjodor ho s naprostou lehkostí knockoutoval hned v prvním kole a postavil se tak Chaelu Sonnenovi, který proti němu taktéž neměl šanci. Fjodor ho před koncem prvního kola porazil technickým KO a stal se tak finalistou této pyramidy.
Jeho soupeřem byl Ryan Bader, který za 15 sekund porazil Muhammeada Lawala a na body Matta Mitriona. Bader Fjodora za půl minuty knockoutoval a stal se vítězem soutěže Bellator Heavyweight Grand Prix.[zdroj?]

### MMA výsledky
| Výsledek | Bilance  | Soupeř                   | Metoda                           | Událost                                       | Datum              | Kolo | Čas   | Místo                                       |
| -------- | -------- | ------------------------ | -------------------------------- | --------------------------------------------- | ------------------ | ---- | ----- | ------------------------------------------- |
| Výhra    | 38-5 (1) | Chael Sonnen             | TKO (údery)                      | Bellator 208                                  | 13. října 2018     | 1    | 4:46  | Uniondale, New York, Spojené státy americké |
| Výhra    | 37-5 (1) | Frank Mir                | TKO (údery)                      | Bellator 198                                  | 28. dubna 2018     | 1    | 0:48  | Rosemont, Illinois, Spojené státy americké  |
| Prohra   | 36-5 (1) | Matt Mitrione            | KO (údery)                       | Bellator NYC                                  | 24. června 2017    | 1    | 1:14  | New York City, Spojené státy americké       |
| Výhra    | 36-4 (1) | Fábio Maldonado          | Na body                          | Fight Nights Global 50                        | 17. června 2016    | 3    | 5:00  | Petrohrad, Rusko                            |
| Výhra    | 35-4 (1) | Singh Jaideep            | Donucení (údery)                 | Rizin Fighting Federation 2                   | 31. prosince 2015  | 1    | 3:02  | Saitama, Japonsko                           |
| Výhra    | 34-4 (1) | Pedro Rizzo              | KO (pěstí)                       | M-1 Global: Fedor vs. Rizzo                   | 21. června 2012    | 1    | 1:24  | Petrohrad, Rusko                            |
| Výhra    | 33-4 (1) | Satoši Išii              | KO (pěstí)                       | Fight For Japan: Genki Desu Ka Omisoka 2011   | 31. prosince 2011  | 1    | 2:29  | Saitama, Japonsko                           |
| Výhra    | 32-4 (1) | Jeff Monson              | Na body                          | M-1 Global: Fedor vs. Monson                  | 20. listopadu 2011 | 3    | 5:00  | Moskva, Rusko                               |
| Prohra   | 31-4 (1) | Dan Henderson            | TKO (údery)                      | Strikeforce: Fedor vs. Henderson              | 30. července 2011  | 1    | 4:12  | Hoffman Estates, Spojené státy americké     |
| Prohra   | 31-3 (1) | Antônio Silva            | TKO (zásah doktora)              | Strikeforce: Fedor vs. Silva                  | 12. února 2011     | 2    | 5:00  | East Rutherford, Spojené státy americké     |
| Prohra   | 31-2 (1) | Fabrício Werdum          | Donucení (armbar z trojúhelníku) | Strikeforce: Fedor vs. Werdum                 | 26. června 2010    | 1    | 1:09  | San José, Spojené státy americké            |
| Výhra    | 31-1 (1) | Brett Rogers             | KO (pěstí)                       | Strikeforce: Fedor vs. Rogers                 | 7. listopadu 2009  | 2    | 1:48  | Hoffman Estates, Spojené státy americké     |
| Výhra    | 30-1 (1) | Andrej Arlovski          | KO (pěstí)                       | Affliction: Day of Reckoning                  | 24. ledna 2009     | 1    | 3:14  | Anaheim, Spojené státy americké             |
| Výhra    | 29-1 (1) | Tim Sylvia               | Donucení (Rear Naked Choke)      | Affliction: Banned                            | 19. července 2008  | 1    | 0:36  | Anaheim, Spojené státy americké             |
| Výhra    | 28-1 (1) | Čchö Hong-man            | Donucení (armbar)                | Yarennoka!                                    | 31. prosince 2007  | 1    | 1:54  | Saitama, Japonsko                           |
| Výhra    | 27-1 (1) | Matt Lindland            | Donucení (armbar)                | BodogFIGHT: Clash of the Nations              | 14. dubna 2007     | 1    | 2:58  | Petrohrad, Rusko                            |
| Výhra    | 26-1 (1) | Mark Hunt                | Donucení (kimura)                | Pride FC – Shockwave 2006                     | 31. prosince 2006  | 1    | 8:16  | Saitama, Japonsko                           |
| Výhra    | 25-1 (1) | Mark Coleman             | Donucení (armbar)                | Pride 32 – The Real Deal                      | 21. října 2006     | 2    | 1:17  | Las Vegas, Spojené státy americké           |
| Výhra    | 24-1 (1) | Zuluzinho                | Donucení (údery)                 | Pride Shockwave 2005                          | 31. prosince 2005  | 1    | 0:26  | Saitama, Japonsko                           |
| Výhra    | 23-1 (1) | Mirko Filipović          | Na body                          | Pride Final Conflict 2005                     | 28. srpna 2005     | 3    | 5:00  | Saitama, Japonsko                           |
| Výhra    | 22-1 (1) | Cujoši Kósaka            | TKO (zásah doktora)              | Pride Bushido 6                               | 3. dubna 2005      | 1    | 10:00 | Jokohama, Japonsko                          |
| Výhra    | 21-1 (1) | Antônio Rodrigo Nogueira | Na body                          | Pride Shockwave 2004                          | 31. prosince 2004  | 3    | 5:00  | Saitama, Japonsko                           |
| NC       | 20-1 (1) | Antônio Rodrigo Nogueira | Bez výsledku (zásah doktora)     | Pride Final Conflict 2004                     | 15. srpna 2004     | 1    | 3:52  | Saitama, Japonsko                           |
| Výhra    | 20-1     | Naoja Ogawa              | Donucení (armbar)                | Pride Final Conflict 2004                     | 15. srpna 2004     | 1    | 0:54  | Saitama, Japonsko                           |
| Výhra    | 19-1     | Kevin Randleman          | Donucení (kimura)                | Pride Critical Countdown 2004                 | 20. června 2004    | 1    | 1:33  | Saitama, Japonsko                           |
| Výhra    | 18-1     | Mark Coleman             | Donucení (armbar)                | Pride Total Elimination 2004                  | 25. dubna 2004     | 1    | 2:11  | Saitama, Japonsko                           |
| Výhra    | 17-1     | Júdži Nagata             | TKO (údery)                      | Inoki Bom-Ba-Ye 2003                          | 31. prosince 2003  | 1    | 1:02  | Kóbe, Japonsko                              |
| Výhra    | 16-1     | Gary Goodridge           | TKO (kopy a údery)               | Pride Total Elimination 2003                  | 10. srpna 2003     | 1    | 1:09  | Saitama, Japonsko                           |
| Výhra    | 15-1     | Kazujuki Fudžita         | Donucení (Rear Naked Choke)      | Pride 26                                      | 8. června 2003     | 1    | 4:17  | Tokio, Japonsko                             |
| Výhra    | 14-1     | Egidijus Valavičius      | Donucení (kimura)                | Rings Lithuania: Bushido Rings 7: Adrenalinas | 5. dubna 2003      | 2    | 1:11  | Vilnius, Litva                              |
| Výhra    | 13-1     | Antônio Rodrigo Nogueira | Na body                          | Pride 25                                      | 16. března 2003    | 3    | 5:00  | Jokohama, Japonsko                          |
| Výhra    | 12-1     | Heath Herring            | TKO (zásah doktora)              | Pride 23                                      | 24. listopadu 2002 | 1    | 10:00 | Tokio, Japonsko                             |
| Výhra    | 11-1     | Semmy Schilt             | Na body                          | Pride 21                                      | 23. června 2002    | 3    | 5:00  | Saitama, Japonsko                           |
| Výhra    | 10-1     | Chris Haseman            | TKO (údery)                      | Rings: World Title Series Grand Final         | 15. února 2002     | 1    | 2:50  | Jokohama, Japonsko                          |
| Výhra    | 9-1      | Lee Hasdell              | Donucení (guillotine choke)      | Rings: World Title Series 5                   | 21. prosince 2001  | 1    | 4:10  | Jokohama, Japonsko                          |
| Výhra    | 8-1      | Rjúši Janagisawa         | Na body                          | Rings: World Title Series 4                   | 20. října 2001     | 3    | 5:00  | Tokio, Japonsko                             |
| Výhra    | 7-1      | Renato Sobral            | Na body                          | Rings: 10th Anniversary                       | 11. srpna 2001     | 2    | 5:00  | Tokio, Japonsko                             |
| Výhra    | 6-1      | Kerry Schall             | Donucení (armbar)                | Rings: World Title Series 1                   | 20. dubna 2001     | 1    | 1:47  | Tokio, Japonsko                             |
| Výhra    | 5-1      | Mihail Apostolov         | Donucení (Rear Naked Choke)      | Rings Russia: Russia vs. Bulgaria             | 6. dubna 2001      | 1    | 1:03  | Jekatěrinburg, Rusko                        |
| Prohra   | 4-1      | Cujoši Kósaka            | TKO (zásah doktora)              | Rings: King of Kings 2000 Block B             | 22. prosince 2000  | 1    | 0:17  | Ósaka, Japonsko                             |
| Výhra    | 4-0      | Ricardo Arona            | Na body                          | Rings: King of Kings 2000 Block B             | 22. prosince 2000  | 3    | 5:00  | Ósaka, Japonsko                             |
| Výhra    | 3-0      | Hiroja Takada            | KO (údery)                       | Rings: Battle Genesis Vol. 6                  | 5. září 2000       | 1    | 0:12  | Tokio, Japonsko                             |
| Výhra    | 2-0      | Levon Lagvilava          | Donucení (Rear Naked Choke)      | Rings: Russia vs. Georgia                     | 16. srpna 2000     | 1    | 7:24  | Tula, Rusko                                 |
| Výhra    | 1-0      | Martin Lazarov           | Donucení (guillotine choke)      | Rings: Rings Russia: Russia vs. Bulgaria      | 21. května 2000    | 1    | 2:24  | Jekatěrinburg, Rusko                        |

## Politická kariéra a postoje
3. září 2007 se Fedor Jemeljaněnko stal členem politické strany Jednotné Rusko, 10. října 2010 byl pak na pětileté období za Jednotné Rusko zvolen poslancem Bělgorodské oblastní dumy.
28. července 2012 Jemeljaněnko nahradil ruského premiéra Dmitrije Medveděva ve funkci člena ruské Rady pro tělesnou výchovu a sport. Ve stejném roce Fedor rezignoval a stal se poradcem ministra sportu Ruské federace.
V roce 2014 Emeličenko vyjádřil podporu anexi Krymu Ruskou federací a komentoval volbu většiny obyvatel Krymu stát se součástí Ruska v Krymském referendu: „Jsem velmi rád, že se Krym rozhodl správně, když se připojil k Rusku. Jsem rád, že jsme jeden národ. A musíme zůstat jedním národem. A co se děje - zabíjení Rusů jen proto, že jsou Rusové ... to je fašismus“.
Během prezidentských voleb v roce 2018 byl důvěrníkem Vladimira Putina.